# Алумни (футбольный клуб)
«Спортивный клуб Алумни» (исп. Alumni Athletic Club) — бывший аргентинский футбольный клуб из города Буэнос-Айрес.

## История
Предшественником клуба «Алумни» является команда Английской средней школы Буэнос-Айреса. В этой школе занимались футболом, и в 1893 году её основатель Александер Уотсон Хаттон решил создать турнир, ставший одним из первых розыгрышей чемпионата Аргентины. Там принимало участие пять команд, включая «Инглиш Хай Скул», представлявшую Английскую среднюю школу и состоящую из её учеников и выпускников. Клуб занял в розыгрыше четвёртое место. В последующие годы клуб на турнир не заявлялся, а его игроки выступали за другие команды.
Официально «Алумни» был основан 3 октября 1898 года под название «Английская средняя школа». Причиной основания являлось распоряжение Министерства юстиции и народного просвещения о необходимости иметь спортивную команду у каждого учебного заведения. Его основателями были студенты инженерного факультета «Университета Буэнос-Айреса». Годом позже клуб начал участвовать в соревнованиях. В 1900 году «Инглиш Хай Скул» выиграла первый в её истории титул чемпиона Аргентины. При этом клуб из шести матчей выиграл пять и один свёл вничью, забив 18 голов и пустив лишь три. Годом позже клуб был переименован в «Алумни», это название было выбрано, потому что с латинского языка термин «Alunos» означает «Выпускники». И в этом году переименованная команды выиграла шесть матчей их шести, пропустив лишь один гол. В 1902 году команда в третий раз подряд выиграла чемпионат, забив в восьми матчах 24 гола. И на следующий год клуб выиграл первенство, но в нём «Алумни» в первый раз потерпел поражение, проиграв «Бельграно».
В 1904 году «Алумни» впервые за 4 года не выиграл первенство. Но затем два года подряд выигрывал чемпионат. Позже, с 1909 по 1911 год «Алумни» выиграл ещё три первенства страны. Одним из победителей был Хорхе Браун, единственный, кто играл в команде во все сезоны её существования. В 1912 году клуб зарегистрировался для участия в чемпионате, однако не появился уже на первой игре против «Эстудиантеса». После того, как «Алумни» также не приехал и на две следующие игры, он был дисквалифицирован. Многие его игроки покинули клуб, уйдя в команды, несмотря на статус аргентинского футбола в виде «условно-профессионального», предлагавшие футболистам денежные средства. Другой причиной называлась жёсткая позиция руководства «Алумни», основанная на том, что играть в команде могли лишь ученики и воспитанники Английской средней школы, а других игроков приглашать запрещалось. 24 апреля 1913 года клуб провёл последнее собрание, где официально было оформлено закрытие клуба.

## Символы
Логотип «Алумни» представлял собой щит, внутри которого было название клуба, а также стрела, на которой был расположен флаг с цветами команды. 
На матчах болельщиками «Алумни» использовался флаг, представлявший собой прямоугольное полотно из зарубежного шёлка, с красно-белыми цветами клуба и вручную вышитыми буквами названия команды. Флаг бы вышит, по некоторым данным, Алисией Харди Браун, супругой Хорхе Брауна.

## Статистика
Выступления в Чемпионате Аргентины
| Сезон | Место | Игры | Победы | Ничьи | Поражения | Голы забитые | Голы пропущенные | Очки |
| ----- | ----- | ---- | ------ | ----- | --------- | ------------ | ---------------- | ---- |
| 1900  | 1     | 6    | 5      | 1     | 0         | 18           | 3                | 11   |
| 1901  | 1     | 6    | 6      | 0     | 0         | 10           | 1                | 12   |
| 1902  | 1     | 8    | 7      | 1     | 0         | 24           | 3                | 15   |
| 1903  | 1     | 10   | 9      | 0     | 1         | 39           | 4                | 18   |
| 1904  | 2     | 10   | 5      | 3     | 2         | 18           | 9                | 13   |
| 1905  | 1     | 12   | 10     | 1     | 1         | 43           | 8                | 21   |
| 1906  | 1     | 8    | 7      | 0     | 1         | 28           | 6                | 14   |
| 1907  | 1     | 20   | 17     | 3     | 0         | 76           | 13               | 37   |
| 1908  | 2     | 18   | 13     | 1     | 4         | 74           | 18               | 27   |
| 1909  | 1     | 18   | 15     | 2     | 1         | 74           | 19               | 32   |
| 1910  | 1     | 16   | 10     | 5     | 1         | 42           | 13               | 25   |
| 1911  | 1     | 16   | 11     | 1     | 4         | 48           | 15               | 23   |

## Игроки

### Бомбардиры
| Лучшие бомбардиры чемпионата Аргентины в составе «Алумни» | Лучшие бомбардиры чемпионата Аргентины в составе «Алумни» | Лучшие бомбардиры чемпионата Аргентины в составе «Алумни» |
| Год                                                       | Игрок                                                     | Голы                                                      |
| --------------------------------------------------------- | --------------------------------------------------------- | --------------------------------------------------------- |
| 1900                                                      | Леонард Спенсер                                           | 8                                                         |
| 1902                                                      | Хорхе Браун                                               | 11                                                        |
| 1903                                                      | Хорхе Браун                                               | 12                                                        |
| 1904                                                      | Хорхе Браун                                               | 11                                                        |
| 1905                                                      | Карлос Летт                                               | 12                                                        |
| 1906                                                      | Элисео Браун                                              | 8                                                         |
| 1907                                                      | Элисео Браун                                              | 24                                                        |
| 1908                                                      | Элисео Браун                                              | 19                                                        |
| 1909                                                      | Элисео Браун                                              | 17                                                        |
| 1910                                                      | Арнольд Уотсон Хаттон                                     | 13                                                        |
| 1911                                                      | Эрнесто Летт                                              | 10                                                        |

### Капитаны
| Год  | Игрок          |
| ---- | -------------- |
| 1900 | Андрес Мак     |
| 1901 | Андрес Мак     |
| 1902 | Андрес Мак     |
| 1903 | Хорхе Браун    |
| 1904 | Хорхе Браун    |
| 1905 | Хуан Мур       |
| 1906 | Хорхе Браун    |
| 1907 | Альфредо Браун |
| 1908 | Альфредо Браун |
| 1909 | Альфредо Браун |
| 1910 | Альфредо Браун |
| 1911 | Хорхе Браун    |

## Достижения
- Чемпион Аргентины:  1900, 1901, 1902, 1903, 1905, 1906, 1907, 1909, 1910, 1911
- Обладатель Кубка Тай Компетишн: 1901, 1903, 1906, 1907, 1908, 1909
- Обладатель Кубка Славы Муниципалитета Буэнос-Айреса: 1905, 1906
- Обладатель Кубка Славы Коусиньер: 1906
- Обладатель Кубка Компетенсия Жокей Клуб: 1907, 1908, 1909